# Tête de taureau
Tête de taureau est une œuvre de Pablo Picasso créée en 1942 par l'assemblage d'une selle en cuir et d'un guidon de vélo.

Dans ses conversations avec Picasso, Brassaï rapporte que l'artiste lui a expliqué, au sujet de Tête de taureau : 

« Devinez comment j'ai fait cette tête de taureau ? Un jour, j'ai trouvé dans un tas d'objets pêle-mêle une vieille selle de vélo juste à côté d'un guidon rouillé de bicyclette... En un éclair ils se sont associés dans mon esprit. . . L'idée de cette tête de taureau m'est venue sans que j'y ai pensé... Je n'ai fait que les souder ensemble... »

La sculpture fait partie des collections permanentes du musée Picasso de Paris.